# ビーツ・エレクトロニクス
ビーツ・エレクトロニクス（英: Beats Electronics LLC）もしくはBeats by Dr. Dreは、アメリカのオーディオ機器のブランド。Appleの完全子会社。

## 概要
本社はアメリカ合衆国・カリフォルニア州サンタ・モニカ。従業員は300名で、2013年の総売り上げは15億ドル。 会社を設立したのは音楽プロデューサーでラッパーのドクター・ドレーと、インタースコープ・レコードの創業者であるジミー・アイオヴィン。さらにトレント・レズナーが、チーフ・クリエイティブ・オフィサーを務めている。
一時期は、台湾のスマートフォンメーカーであるHTCが大半の株券を持っていたが、2012年に出資比率を25%に低減し2013年に残りの株式を売却した。同時にカーライル・グループは、少数株主としてHTCに替わった。
ビーツの製品は、ヘッドフォンやスピーカーのブランドになっており、ブランド名は『Beats by Dr. Dre』（ビーツ・バイ・ドクター・ドレー）である。特にヘッドフォンは世界的に有名であり、アスリートやミュージシャンなどを中心に愛用者は数多く存在する。また、音質としては低音を強調している。
2008年から2012年までは、モンスターケーブルがすべてのビーツ製品のデザイナーを務めた。その後はビーツ・エレクトロニクス内部で生産している。また、自社製品に使用するため他の企業のオーディオ技術のライセンスを取得し、オンライン音楽ストリーミングサービス「Beats Music」を2014年に開始した。2014年5月28日にAppleは、2014年末までに、現金と株式の合計30億ドル（約3,000億円）でビーツを買収した。その後、「Beats Music」はAppleによって改良が施され、現在の「Apple Music」の原型となった。また、買収の際にドレ―とアイオヴィンはAppleに従業員として迎えられているが、わずか4年で解雇されている。

## 沿革

### 2000年代
- 2008年
  - 米国のラッパーであり音楽プロデューサーのドクター・ドレーと、インタースコープ・レコードの会長ジミー・アイオヴィン（英語版）が協力してビーツ・エレクトロニクスを設立。
  - 米国のケーブル製作会社であるモンスターケーブルと契約を締結。
  - 最初の製品Beats Studioをリリース。
- 2009年
  - Beats TourとBeats Soloをリリース。
  - 米国の歌手レディー・ガガが製作に参加した製品HeartBeatsをリリース。
  - iBeatsをリリース。
  - 米国の歌手のディディが製作に参加した製品DiddytBeatsをリリース。
  - Beats Soloを改良した製品、Beats Solo HDを発売。
  - Beats Proを発売。

### 2010年代
- 2010年
  - 米国のNBA選手レブロン・ジェームズが製作に参加した製品PowerBeatsをリリース。
  - HeartBeatsを改良した製品、HeartBeats 2.0をリリース。
  - 最初のスピーカー製品Beats Boxを発売。
- 2011年
  - フランスのDJ、デヴィッド・ゲッタが制作に携わった製品Beats Mixrをリリース。
  - 最初のワイヤレス製品Beats Wirelessを発売。
- 2012年
  - ビーツ・エレクトロニクスとモンスター・ケーブルの契約が終了。
  - Beats Executiveがリリース。
  - urBeatsが発売。
- 2013年
  - Beats Pillがリリース。
  - Beats TourとBeats Studioの改良モデル、Tour 2.0とStudio 2.0がリリース。
  - Beats Studioの無線型、Beats Studio Wirelessが発売。
  - Beats Pill XLが発売。
  - Beats Pillの改良モデル、Pill 2.0がリリース。
- 2014年
  - Beats Solo HDの改良モデル、Beats Solo2がリリース。
  - 最初のワイヤレスイヤホン製品、PowerBeats2 Wirelessをリリース。
  - AppleがBeatsを30億ドル（約3,000億円）で買収[4]。
  - Beats Solo2の無線型、Beats Solo2 Wirelessをリリース。
- 2015年
  - PowerBeats2 Wirelessの有線型、PowerBeats2をリリース。
  - Beats Mixrが生産終了、および販売終了。
- 2016年
  - Beats Solo2 Wirelessの改良モデル、Beats Solo3 Wirelessがリリース。
  - PowerBeats2 Wirelessの改良モデル、Beats PowerBeats3 Wirelessがリリース。
  - DJ向けモデルのBeats Mixrをベースモデルとした、有線型のBeats EPがリリース。
- 2017年
  - Beats Xがリリース。
  - Beats Studio3 Wirelessがリリース。
- 2018年
  - urBeats3がリリース。
- 2019年
  - PowerBeats Proが発売。
  - Beats Solo Proが発売。

### 2020年代
- 2020年
  - Beats Flexがリリース。
- 2021年
  - Beats Studio Budsが発売。
  - Beats Fit Proが米国で11月1日に先行発売し、その後12月7日に中国で発売。
- 2022年
  - Beats Fit Proがヨーロッパやカナダなど世界各国で1月24日に発売、1月28日に日本でも発売[5]。
- 2023年
  - Beats Fit Proのコーラルピンク、ボルトイエロー、タイダルブルーの3色が発売[6]。
  - Beats Studio Buds +が発売。
  - Beats Studio Proが発売[7]。